# Chiliotrichum diffusum
Chiliotrichum diffusum là một loài thực vật có hoa trong họ Cúc. Loài này được (G.Forst.) Kuntze mô tả khoa học đầu tiên năm 1898.